# Astropecten articulatus
Astropecten articulatus is een kamster uit de familie Astropectinidae.
De wetenschappelijke naam van de soort werd in 1825 gepubliceerd door Thomas Say.